# San Giusto Fabbrica Automobili
San Giusto Fabbrica Automobili fu una azienda italiana costruttrice di automobili.

## Storia
Negli anni venti del XX secolo l'ingegnere Cesare Beltrami ideò una piccola vettura nella quale dovevano essere incorporate molte novità produttive. Interesso della sua idea un suo amico, l'ingegnere Guido Ucelli, dirigente ed azionista della Società Riva, fabbrica di turbine e centrali elettriche. Ucelli coinvolse il fratello Giulio, direttore generale del Lloyd Triestino, il conte Alfredo Dentice di Frasso, presidente della società, Oscar Consulich ed Ettore Pollich, dirigenti di due importanti compagnie di navigazione, l'ingegnere Cesare Sacerdote, A.D. dello Stabilimento Tecnico Triestino, e Guido Segre, che ne era presidente, oltre ad Armando Segre della Banca Triestina di cambio. Dotata di capitale e di sicurezza finanziaria, il 24 gennaio 1924 fu costituita a Trieste, con capitale sociale di 900.000 lire, la Società Anonima San Giusto con sede produttiva a Milano, in via Bersaglio 28.

## La San Giusto 750
Nel salone dell'automobile di Milano del 1924 fu presentata la vettura, San Giusto 750 di dimensioni contenute, a tre posti affiancati, con carrozzerie spider e coupé. L'autotelaio della San Giusto presentò molte soluzioni di avanguardia, se raffrontate all'epoca in cui furono presentate; molte di esse trovarono applicazione solo parecchi anni dopo. La struttura del telaio era costituita da un'unica trave a sezione rettangolare chiusa, al centro del pavimento; alle estremità della trave erano applicate due sospensioni a quadrilatero trasversale, praticamente identiche, ognuna con un unico elemento elastico per le due ruote, costituito da una balestra trasversale.
Il motore era raffreddato con circolazione di aria, forzata da una ventola; era posto immediatamente dietro i sedili, in blocco con il cambio rivolto all'indietro e il differenziale. Potrebbe definirsi la prima automobile con motore centrale. L'autotelaio possedeva freni sulle quattro ruote, con comando meccanico. La San Giusto, accolta molto freddamente dal pubblico, nonostante le lodi della stampa specializzata, cessò di essere prodotta già nel 1926.
Dati tecnici
- 4 cilindri verticali
- 748 CC
- 16 hp - 2200 rpm
- 70 km/h
- 680 kg

Il telaio di una San Giusto 750 è visibile presso il Museo dell'automobile di Torino; progettata dall'ingegner Cesare Beltrami per la San Giusto, venne donata dal suo stesso costruttore.

### Annotazioni
1. ↑  Che alcuni anni dopo fu l'ideatore del Museo della scienza e della tecnica di Milano.